# Bathytropa meinerti
Bathytropa meinerti är en kräftdjursart som beskrevs av Gustav Budde-Lund 1879. Bathytropa meinerti ingår i släktet Bathytropa och familjen Bathytropidae.

## Underarter
Arten delas in i följande underarter:
- B. m. costata
- B. m. meinerti